# Базров, Эдуард Тотразович
Эдуард Тотразович Базров (4 февраля 1984, селение Чикола Ирафского района Северо-Осетинской АССР) — российский борец вольного стиля.

## Спортивные достижения
- 2005 Турнир на призы Сослана Андиева — ;
- 2008 Турнир на призы Сослана Андиева — ;
- 2011 Чемпионат России — ;
- 2011 Международный турнир на призы главы Нефтеюганского района ХМАО Владимира Семёнова — ;
- 2011 Кубок Рамзана Кадырова на призы Адлана Вараева — ;
- 2012 Чемпионат России — ;
- 2012 Mемориала Дейва Шульца — ;
- 2013 Чемпионат России — ;
- 2013 Кубок Рамзана Кадырова на призы Адлана Вараева — ;
- 2013 Турнир на призы Сослана Андиева — ;
- 2014 Мемориал Ш. Нусуева — ;
- 2015 Чемпионат России — ;